# Javier Méndez (Fußballspieler, 1982)
Javier Méndez, vollständiger Name Heber Javier Méndez Leiva, (* 6. November 1982 in Montevideo) ist ein ehemaliger uruguayischer Fußballspieler.

## Karriere
Der nach Angaben seines Vereins 1,71 Meter große Mittelfeldakteur Méndez stand zu Beginn seiner Karriere seit der Apertura 2003, in der acht Zweitligaeinsätze für ihn geführt werden, in Reihen des Club Atlético Progreso. In der Saison 2008/09 spielte er bei Central Español. Über eine im August 2009 begonnene Station bei El Tanque Sisley führte sein Weg Mitte September 2010 nach Brasilien. Dort war er bis Mitte Mai 2011 bei Paraná Clube aktiv. Dort absolvierte er 22 Ligaspiele (kein Tor) und zwei Pokalspiele (kein Tor). Sodann stand er bis Anfanmg Oktober 2011 in Reihen von Iguaçu Agex. Es folgte 2012 ein Jahr bei J. Malucelli Futebol mit 17 Einsätzen (kein Tor) in der Staatsmeisterschaft von Paraná. 2012/13 spielte er beim uruguayischen Zweitligisten Club Sportivo Cerrito. Zur Spielzeit 2013/14 wechselte er zum Club Atlético Cerro. In jener Saison kam er dort bis zum Abschluss der Clausura 2014 zu 16 Einsätzen in der Primera División. Anschließend wurde er als Abgang mit zunächst unbekanntem Ziel geführt. Anfang September 2014 schloss er sich dem Zweitligisten Cerro Largo FC an. Dort absolvierte er in der Saison 2014/15 20 Zweitligaspiele und schoss drei Tore. Ab Anfang August 2015 setzte er seine Karriere beim Erstligisten Club Atlético Rentistas fort, für den er 18 Ligapartien (kein Tor) in der Saison 2015/16 bestritt. Das Team stieg am Saisonende ab. Mitte August 2016 wechselte er wieder zum Club Atlético Progreso. Hier blieb er bis Juni 2021. Dann beendete er seine aktive Laufbahn.